# KHL Sisak
Der Klub Hokeja na Ledu Sisak ist ein kroatischer Eishockeyverein aus Sisak, der 1934 als ŠK Slavija gegründet wurde und in der Kroatischen Eishockeyliga spielt.

## Geschichte
Anfang der 1930 begannen Schüler in Sisak, Eishockey zu spielen. 1934 wurde innerhalb des ŠK Slavija eine Eishockeyabteilung gegründet, die 1937 zum ersten Mal am Spielbetrieb der jugoslawischen Meisterschaft teilnahm. 1938 wurde die komplette Eishockeyabteilung vom Hauptstadtverein HAŠK Zagreb übernommen, wobei die Spieler für die Fahrten nach Zagreb Geld erhielten, während das Training weiter in Sisak stattfand. Im Winter 1942 absolvierte die Mannschaft ihr letztes Spiel unter dem Namen HAŠK Zagreb, ehe der Spielbetrieb aufgrund des Zweiten Weltkriegs ruhte.

Logo der INA

1946 wurde die Eishockeymannschaft als Abteilung des Fußballklubs Fiskulturnog Društva Naprijed neu gegründet, der später in Sportskog Društva Segesta umbenannt wurde. 1965 wurden die Sektionen für Eislauf, Eishockey und Rollsport in einen eigenständigen Verein ausgelagert, den KKHLK Segesta Sisak. 1972 wurde dieser Verein in die Sportskog društva INA Sisak eingegliedert. Dieser Sportverein wurde vom staatlichen Mineralölkonzern Industrija nafte (INA) unterstützt, der der Eishockeyabteilung bis zum Ende der 2000er Jahre als Haupt- und Namenssponsor treu blieb.
In den 1970er und 1980er Jahren gewann der Verein mehrfach die zweite jugoslawische Spielklasse und schaffte zweimal den Aufstieg in die erste Spielklasse. Derzeit ist er der einzige Klub in der kroatischen Eishockeyliga, der nicht aus der Hauptstadt Zagreb stammt.
2020 wurde die offene Eislaufbahn Klizalište Zibel abgerissen und durch die 1960 Zuschauer fassende Eishalle Ledena dvorana Zibel ersetzt. Anschließend nahm der Club den Spielbetrieb in der International Hockey League auf und wurde 2022 und 2024 jeweils kroatischer Meister.
2024 wurde der Club in die Alps Hockey League aufgenommen.

## Erfolge
- Kroatischer Meister: 1958, 1959, 1961

## Stadion
Die Heimspiele des KHL Sisak wurden bis 2020 im offenen Eisstadion Klizalište Zibel in Sisak ausgetragen, das für insgesamt 500 Zuschauer ausgelegt war und 1971 mit einem Spiel zwischen Medveščak Zagreb und Tesla Pardubice eröffnet wurde. Nach Abriss der Eisbahn wurde eine neue Eishalle errichtet, die 1960 Zuschauer fasst und 2021 eröffnet wurde.